# Paul deLay
Paul Joseph deLay (* 31. Januar 1952 in Portland, Oregon; † 7. März 2007) war ein US-amerikanischer Sänger und Mundharmonikaspieler.

## Leben
Er wurde in Oregon geboren, wuchs aber in einer der Musik zugeneigten Familie in Milwaukee auf. Im Alter von acht Jahren, nachdem er Paul Butterfield gehört hatte, begann er Mundharmonika zu spielen. Seine Vorbilder waren Big Walter  Horton, Little Walter Jacobs und später George „Harmonica“ Smith und Charlie Musselwhite. Er nahm Klavierunterricht und wollte sich selbst Gitarre und Schlagzeug beibringen, aber er erkannte bald, dass die Mundharmonika seine Berufung ist.
In den 1970er-Jahren spielte er in einer Band namens The Brown Sugar Band, die hauptsächlich in der Umgebung von Portland auftrat. 1978 gründete er eine Band, die unter seinem Namen auftrat, mit dieser Band begleitete er unter anderem Sunnyland Slim und Hubert Sumlin. 1980 widmete er sich dem Ausbau seiner Kenntnisse als Songschreiber. Er vermied es seine Karriere hindurch, Bluesklischees in seinen Songs zu verwenden.
Sein größtes Problem war seine Sucht, und als er dem Alkohol entsagte, wendete er sich Kokain zu. Er wurde wegen Drogenhandel verhaftet und kam für drei Jahre ins Gefängnis, wo er eine große Zahl von Songs schrieb, die er nach seiner Entlassung 1995 auf einigen Alben veröffentlichte.
In den 1980er und 1990er Jahren trat er beim San Francisco Blues Festival, dem Pocono Blues Festival, dem Long Beach Blues Festival und dem San Francisco Harmonica Festival auf.
2007 starb Paul deLay an Leukämie und den Spätfolgen seiner Sucht.

## Bands
- "The Brown Sugar Band" (1976)

Paul deLay – Mundharmonika, Gesang

Jim Mesi – Gitarre

Al Kuzen – Bass

Lloyd Jones – Schlagzeug, Gesang
- "The Paul deLay Blues Band" (1980er)

Paul deLay – Gesang, Mundharmonika

Jim Mesi, Peter Dammann – Gitarre

DK Stewart, Dover Weinberg, Clair Bruce – Keyboards, Gesang

Don Campbell, Jimmy Lloyd Rea – Bass

Chris Mercer, Brad Ulrich, Joe McCarthy – Horns
- "The Paul deLay Band" (1990er)

Paul deLay – Mundharmonika, Gesang
Peter Dammann – Gitarre, Management

Louis Pain – Organ

Dan Fincher – Tenor Sax

John Mozzocco – Bass

Mike Klobas, Kelly Dunn – Schlagzeug
- "The Paul deLay Band" (2002 bis 2007)

Paul deLay – Mundharmonika, Gesang

David Vest – Keyboards, Gesang

Peter Dammann – Gitarre, Management

David Kahl – Bass

Jeff Minnick, Kelly Dunn – Schlagzeug

## Diskographie

### Alben
- Teasin' (1970)
- The Blue One (1985)
- American Voodoo (1988)
- Burnin'(1988)
- Paulzilla (1992)
- The Paul deLay Band (1996)
- Take It From The Turnaround (1996)
- Ocean Of Tears (1996)
- Nice and Strong (1998)
- You´re Fired (1998)
- Delay Does Chicago (1999)
- Heavy Rotation (2001)
- Last Of The Best (2007) Billboard Top Blues Album #7

### Gastauftritte
- Kid Ramos Greasy Kid's Stuff (2001)
- Alice Stuart Can't Find No Heaven (2002)
- Untapped Blues Festival: 2004 Live! (2005)
- Let the Good Times Roll: A NW Tribute to Ray Charles[3][4][5]